# Lawrence Martin
Lawrence Martin (né en 1948) est un journaliste, un chroniqueur politique et un essayiste canadien anglophone.

## Biographie
Natif de Hamilton en Ontario, il fait ses études à l'Université McMaster et l'Université Harvard. 
Il a été correspondant à l'étranger pour The Globe and Mail, transmettant les informations depuis Washington et Moscou. Il s'est également intéressé à la politique québécoise, collaborant depuis Montréal et écrivant dans La Presse.  
Connu pour sa biographie en deux volumes sur Jean Chrétien, il a publié dix ouvrages au total. Il aime dépeindre les figures canadiennes contemporaines, comme Mario Lemieux et Lucien Bouchard, dans un ton engagé. 